# Dmitri Witaljewitsch Bulgakow

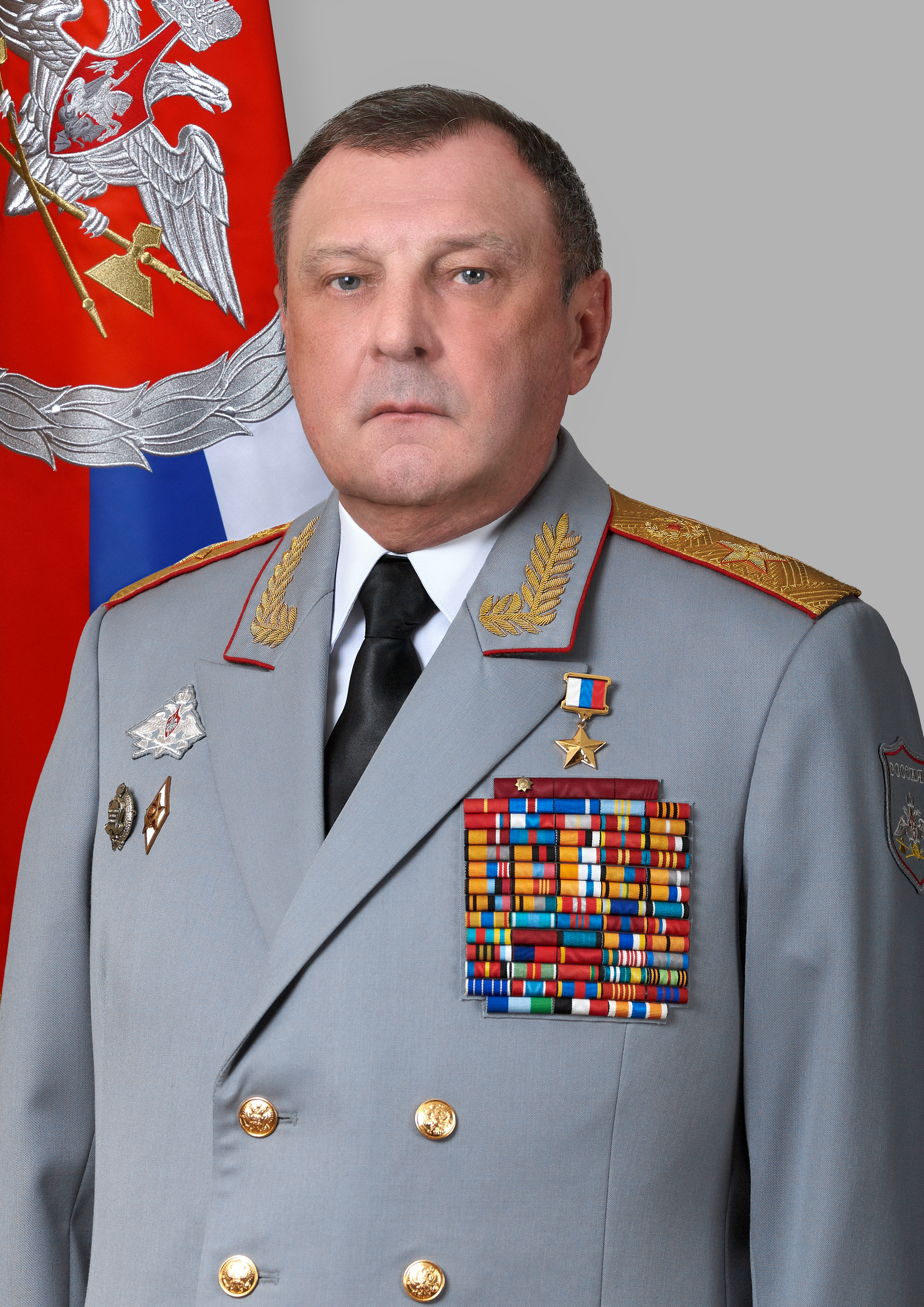
Dmitri Bulgakow (2021)

Dmitri Witaljewitsch Bulgakow (russisch Дмитрий Витальевич Булгаков; * 20. Oktober 1954 in Werchneje Gurowo, Rajon Sowetski, Oblast Kursk, Sowjetunion) ist ein russischer Armeegeneral und war seit 2008 stellvertretender Verteidigungsminister. Im September 2022 wurde er seines Amtes enthoben und im Jahr 2024 verhaftet.

## Leben
Bulgakow trat 1972 in die Sowjetarmee ein und absolvierte 1976 die Militärhochschule für rückwärtige Dienste in Wolsk. Anschließend diente er in einem Lebensmittellager. Nach Absolvieren der Militärakademie für rückwärtige Dienste und Transportwesen durchlief er verschiedene administrative Dienststellungen als stellvertretender Regimentskommandeur, stellvertretender Brigadekommandeur, stellvertretender Divisionskommandeur und stellvertretender Chef für rückwärtige Dienste des Transbaikal-Militärbezirks.
1996 schloss er erfolgreich die Militärakademie des Generalstabes der Russischen Streitkräfte ab und wurde daraufhin als Stabschef für rückwärtige Dienste und 1. Stellvertreter des Chefs für rückwärtige Dienste des Moskauer Militärbezirks eingesetzt. Ab 1997 diente er als Stabschef für rückwärtige Dienste und 1. Stellvertreter des Chefs für rückwärtige Dienste der russischen Streitkräfte. 2008 wurde er zum Chef für rückwärtige Dienste der russischen Streitkräfte und stellvertretenden Verteidigungsminister ernannt. Seit 27. Juli 2010 fungierte er ausschließlich als stellvertretender Verteidigungsminister und wurde am 23. Februar 2011 zum Armeegeneral ernannt. Auf diesem Posten leitete er die Versorgung der russischen Truppen während des Militäreinsatzes in Syrien und wurde dafür im Mai 2016 per Präsidentenerlass mit dem Titel Held der Russischen Föderation ausgezeichnet.
Ab 2015 organisierte er den Bau von Eisenbahntrassen zur Umgehung der Ukraine. Im September 2015 wurde er auf die Sanktionsliste der Ukraine gesetzt.
Als Nachschubspezialist und Chef der rückwärtigen Dienste der russischen Streitkräfte war er 2022 während des russischen Überfalls auf die Ukraine auch für die technische und materielle Versorgung der Invasionstruppen verantwortlich, wobei sich gerade in der Anfangsphase des Krieges weitreichende logistische Probleme und Fehler zeigten. Wenige Tage nach der im September 2022 begonnenen Teilmobilmachung gab das russische Verteidigungsministerium am 24. September 2022 die Ablösung Bulgakows bekannt, gleichzeitig wurde verlautbart, dass Generaloberst Michail Misinzew zum neuen stellvertretenden Verteidigungsminister ernannt wurde. Misinzew spielte eine tragende Rolle bei der Belagerung und der später folgenden vollständigen Besetzung der ukrainischen Stadt Mariupol durch russische Truppen.
Bulgakow, Professor sowie Kandidat der Wirtschaftswissenschaften, ist Autor akademischer Arbeiten über die Organisation der Tätigkeiten rückwärtiger Dienste und über die Geschichte rückwärtiger Dienste.
Am 26. Juli 2024 wurde Bulgakow nach Angaben von RIA Novosti festgenommen und wegen Korruptionsverdachts angeklagt.
Bulgakow war Projektleiter für die Modernisierung des Munitionsdepots Toropez. Ziel des Projekts war die Errichtung eines sehr sicheren Depots.

## Auszeichnungen
- Held der Russischen Föderation (2016)[9]
- Verdienstorden für das Vaterland 4. Klasse
- Alexander-Newski-Orden (2014)[10]
- Orden der Ehre
- Orden für Militärische Verdienste
- Orden „Für den Dienst am Vaterland in den Streitkräften der UdSSR“
- Staatspreis für Militärwissenschaften der Russischen Föderation (2016)[11]
- Verdienter Militärspezialist der Russischen Föderation